# Marcel Mathis
Marcel Mathis (* 24. Dezember 1991) ist ein ehemaliger österreichischer Skirennläufer, dessen stärkste Disziplin der Riesenslalom war. Im Jahr 2013 wurde er Weltmeister im Mannschaftswettbewerb.

## Biografie
Mathis stammt aus Hohenems in Vorarlberg. Er absolvierte die Skihauptschule in Schruns und das Sportgymnasium in Dornbirn. Nachdem er 2006 in seiner Altersklasse alle Wettbewerbe der österreichischen Schülermeisterschaften gewonnen hatte, unterbrachen Verletzungen seine sportliche Laufbahn. Im selben Jahr erlitt er eine Fraktur des Sprunggelenks sowie einen Ausriss der Patellasehne, 2007 kamen Frakturen des Schien- und Wadenbeins hinzu. Aus diesem Grund musste er fast zwei Jahre lang pausieren. Ab der Saison 2008/09 nahm Mathis, der damals im Vorarlberger Landeskader angehörte, regelmäßig an FIS-Rennen teil. Nach seiner Aufnahme in den Nachwuchskader des Österreichischen Skiverbandes (ÖSV) folgten im November 2009 die ersten Starts im Europacup.
Obwohl Mathis im Europacup zunächst ohne Punkte blieb, nominierte ihn der ÖSV erstmals für ein Weltcuprennen, den Riesenslalom von Kranjska Gora am 29. Jänner 2010. In diesem Rennen verpasste er jedoch als Letzter des ersten Durchganges klar die Qualifikation für den zweiten Lauf. Zwei Tage später belegte er im Riesenslalom der Juniorenweltmeisterschaften 2010 den achten Rang. Zu Beginn der Saison 2010/11 konnte er erstmals im Europacup punkten, wenig später folgten die ersten Top-10-Ergebnisse. Im Weltcup blieb er bei seinen vier Riesenslalom-Starts dieses Winters aber weiterhin ohne Ergebnis. Den Riesenslalom der Juniorenweltmeisterschaften 2011 beendete Mathis auf Platz fünf. Bei den österreichischen Jugendmeisterschaften wurde er 2010 und 2011 jeweils Zweiter in dieser Disziplin. Im Frühjahr 2011 stieg er in den B-Kader des ÖSV auf.
Mathis feierte am 5. Dezember 2011 beim Riesenslalom von Trysil seinen ersten Europacupsieg und gewann zwei Wochen später, am 28. Dezember 2011, mit Platz 27 im Riesenslalom auf der Gran Risa in Alta Badia seine ersten Weltcuppunkte. Nach dem 25. Platz im Riesenslalom von Adelboden am 7. Jänner 2012 erreichte er am 18. Februar 2012 im Riesenslalom von Bansko seinen ersten Podestplatz im Weltcup, als er mit Laufbestzeit im zweiten Durchgang überraschend auf den dritten Platz fuhr. Einen Monat später, am 17. März 2012, erzielte er beim Finale der Weltcupsaison 2011/12 in Schladming erneut einen dritten Platz im Riesenslalom; zusammen mit Marcel Hirscher und Hannes Reichelt sorgte er für ein rein österreichisches Podest.
Nach diesen Ergebnissen wurde Mathis im Frühjahr 2012 in die Nationalmannschaft des ÖSV aufgenommen. Seine bisherigen Erfolge waren vor allem darauf zurückzuführen, dass er die Carving-Technik perfekt beherrschte und das Material ideal auf ihn abgestimmt war. Auf die Saison 2012/13 führte die FIS ein neues Materialreglement mit längeren und weniger stark taillierten Skis ein. Mathis hatte Mühe, sich an die neuen Bedingungen anzupassen und fuhr noch zweimal knapp in die Top 10. Er war bei den Heimweltmeisterschaften 2013 in Schladming an der Seite von Marcel Hirscher, Nicole Hosp, Michaela Kirchgasser, Philipp Schörghofer und Carmen Thalmann Teil des österreichischen Teams im Mannschaftswettbewerb. Dabei kam er zwar nicht zum Einsatz, wurde aber mit seinen erfolgreichen Teamkollegen dennoch Weltmeister.
In den zwei folgenden Wintern fiel Mathis weit hinter die Konkurrenz zurück. So konnte er sich im Weltcupwinter 2014/15 kein einziges Mal in den Punkterängen klassieren. Selbst im Europacup verlor er zeitweilig den Anschluss, mit einem 52. Platz als Tiefpunkt. Erst danach begann er seinen Fahrstil zu verändern, was aber viel Zeit in Anspruch nahm. Da auch im Winter 2015/16 die Erfolge ausblieben, strich ihn der ÖSV im Mai 2016 aus dem Kader. Trotz dieses Rückschlags setzte er seine Karriere fort. Im Europacup der Saison 2016/17 klassierte er sich zweimal auf Platz drei, ebenso holte er im März 2017 nach mehr als drei Jahren wieder einige Weltcuppunkte. Aufgrund dieser Entwicklung war er im Winter 2017/18 wieder im ÖSV-Kader vertreten. Die Erfolgsbilanz war aber erneut mäßig (ein dritter Platz im Europacup und ein 27. Platz im Weltcup als Bestergebnisse), weshalb er ein weiteres Mal aus dem Kader fiel.
Am 24. September 2018 beendete Marcel Mathis seine aktive Karriere aufgrund ausbleibender Erfolge.

## Erfolge

### Weltmeisterschaften
- Schladming 2013: 1. Mannschaftswettbewerb, 13. Riesenslalom

### Weltcup
- 5 Platzierungen unter den besten zehn in Einzelrennen, davon 2 Podestplätze
- 1 Sieg bei Mannschaftswettbewerben

### Weltcupwertungen
| Saison  | Gesamt | Gesamt | Riesenslalom | Riesenslalom |
| Saison  | Platz  | Punkte | Platz        | Punkte       |
| ------- | ------ | ------ | ------------ | ------------ |
| 2011/12 | 54.    | 166    | 15.          | 166          |
| 2012/13 | 57.    | 121    | 18.          | 121          |
| 2013/14 | 94.    | 38     | 28.          | 38           |
| 2016/17 | 158.   | 3      | 55.          | 3            |
| 2017/18 | 151.   | 4      | 55.          | 4            |

### Europacup
- Saison 2011/12: 2. Riesenslalomwertung
- Saison 2015/16: 8. Riesenslalomwertung
- Saison 2016/17: 7. Riesenslalomwertung
- 9 Podestplätze, davon 2 Siege:

| Datum            | Ort         | Land     | Disziplin    |
| ---------------- | ----------- | -------- | ------------ |
| 5. Dezember 2011 | Trysil      | Norwegen | Riesenslalom |
| 24. Februar 2012 | Sella Nevea | Italien  | Riesenslalom |

### Juniorenweltmeisterschaften
- Mont Blanc 2010: 8. Riesenslalom
- Crans-Montana 2011: 5. Riesenslalom

### Weitere Erfolge
- 2 Podestplätze im Australia New Zealand Cup, davon 1 Sieg
- 5 Platzierungen unter den besten zehn im Nor-Am Cup
- 1 österreichischer Juniorenmeistertitel (Riesenslalom 2012)
- 11 Siege in FIS-Rennen